# Heteronyx orbus
Heteronyx orbus är en skalbaggsart som beskrevs av Blackburn 1909. Heteronyx orbus ingår i släktet Heteronyx och familjen Melolonthidae. Inga underarter finns listade i Catalogue of Life.